# Наховский сельсовет
Наховский сельсовет — административная единица на территории Калинковичского района Гомельской области Республики Беларусь. Административный центр — деревня Нахов.

## Состав
Наховский сельсовет включает 6 населённых пунктов:
- Замостье — деревня.
- Лозки — деревня.
- Лубное — деревня.
- Нахов — деревня.
- Наховский — посёлок.
- Селище — деревня.